# Tamara Miranda
Tamara Miranda (Amsterdam, 22 maart 1969) is een Nederlands filmregisseur.

## Carrière
Tamara Miranda studeerde fotografie aan de Koninklijke Academie van Beeldende Kunsten in Den Haag. Later volgde zij de regie opleiding aan de Nederlandse Filmacademie te Amsterdam. Hier studeerde zij in 1999 af als regisseur fictie.
Miranda regisseert en schrijft scenario's voor fictie, speelfilms en documentaires. In 2017 werd de door haar geregisseerde kinderfilm Dede: Mehmet met de gele laarzen (2015) genomineerd voor een Emmy Award. Zij is tevens de auteur van het boek Tranen van de regenval.
Ook is Miranda directeur en oprichter van Brilliant Future Kids, een autismecentrum voor talentontwikkeling in Amsterdam.
- International Standard Name Identifier: 0000 0003 9086 1383
- Nederlandse Thesaurus van Auteursnamen: 217551955
- Virtual International Authority File: 284539434